# Charity Investment Asset Management
CIAM est une société de gestion et actionnaire activiste,, français basé à Paris et à Londres.  

## Histoire
Créée en 2010 par Anne-Sophie d'Andlau, Catherine Berjal,,et Frédérique Barnier-Bouchet, CIAM est l'un des rares hedge fund européens fondé et dirigé par des femmes, dans une industrie majoritairement masculine : en 2018, moins de 20% des employés de hedge funds étaient des femmes. En 2019 les femmes représentent 11% des emplois de direction dans les hedge funds en Europe ; dans le monde seulement 4% des partenaires et des fondateurs de hedge funds sont des femmes.  
CIAM se focalise sur la gouvernance d'entreprise, et se consacre à la défense des intérêts des actionnaires minoritaires notamment dans le cadre des opérations de fusion-acquisition. 
La société reverse 25% de ses commissions de performance à des associations caritatives tournées vers l’enfance et l’éducationnotamment à l'institut Gustave Roussy.

## Prises de positions
CIAM s'est illustrée dans ses prises de positions contre différentes sociétés. 
En 2013, la société s'oppose à l'OPA lancée sur le Club Med, à un prix qu'elle juge insuffisant. Au cours de ce qui sera qualifié de "plus longue bataille boursière de l'histoire française", le prix proposé par action passe de 17 euros en mai 2013 à 24,60 euros en décembre 2014. 
En 2015 CIAM s'oppose au prix proposé aux actionnaires par The Walt Disney Company pour sa filiale Euro Disney, dans ce qu'elle voit comme "un cas emblématique de mauvaise gouvernance". 
En 2017, CIAM proteste contre les rémunérations excessives des dirigeants du groupe Zodiac Aerospace et s'oppose à l'offre publique d'échange faite à SFR par Altice.
En 2018, le groupe cosmétique Alès se retrouve dans le viseur de la société de gestion qui estime anormal que sur les 9 membres du conseil de surveillance, 6 soient de la famille Alès. C'est ensuite le tour du géant néerlandais du commerce Ahold Delhaize, dont la pilule empoisonnée démontre "un problème de bonne gouvernance" selon Anne-Sophie d'Andlau. 
En 2019 c'est le réassureur SCOR,, qui est ciblé, son P-DG Denis Kessler ayant refusé l'OPA proposée par Covéa. L'activiste s'oppose la même année au projet de fusion proposé à Renault par Fiat Chrysler Automobiles. 
En 2020 CIAM demande à l'opérateur téléphonique belge Telenet de un dividende exceptionnel de 970 millions d'euros et lui reproche une gestion déficiente.  
En 2021 la société milite en faveur du projet de rapprochement Suez-Veolia. Bien que possédant moins de 1% du capital de Suez, elle se déclare prête à demander la révocation d'une partie du conseil d'administration de Suez avant la réussite de l'Offre Publique d'Achat.
En septembre 2023 CIAM prend position contre le projet de vente d'une partie d'ATOS à l'homme d'affaires tchèque, Daniel Kretinsky. 
En novembre 2024 la société conteste le projet de scission du groupe Vivendi   et demande à l'AMF d'enjoindre à l'actionnaire principal Groupe Bolloré de déposer une offre publique de rachat  des actions Vivendi.

## Autres
- En mai 2011, le magazine The HedgeFund Journal (en) nomme Catherine Berjal en 4ème position[40] dans son rapport "50 leading women in Hedge Fund"[41].
- En 2019 les deux gérantes et le fonds CIAM sont nommées "Best Female Fund Managers" de l'année dans la catégorie "Qualitative" des European Performance Awards de Hedge Funds Review Awards[42].
- En octobre 2019, les deux fondatrices de CIAM sont nommées par Financial News parmi les 100 femmes les plus influentes dans la finance[43],[44].
- En septembre 2020 le magazine Challenges intègre Anne-Sophie d'Andlau et Catherine Berjal dans son classement des "100 femmes qui changent le monde"[45],[46].
- En 2020 la Harvard Business School publie une étude de cas sur CIAM[47].